# Dragoness
Dragoness (Tamara Kurtz) è un personaggio dei fumetti Marvel Comics, creato da Louise Simonson e Rob Liefeld.
Apparsa per la prima volta in New Mutants, è una terrorista mutante.

## Biografia del personaggio
I genitori di Tamara Kurtz furono esposti alle radiazioni a Hiroshima, causando la mutazione genetica di Tamara. Fu scoperta vivere a Madripoor da Stryfe durante il suo viaggio con Sumo e Kamikaze. Si unì al Mutant Liberation Front (MLF), partecipando a diverse missioni in nome della supremazia mutante.

### Decimation
Dopo gli eventi dell'M-Day, dove Scarlet cancellò oltre il 90% della popolazione mutante del mondo, Dragoness è stata una dei pochi a conservare i suoi poteri.

## Poteri ed abilità
Dragoness è una mutante con il potere di generare energia bioelettrica in forma di esplosioni dirompenti che possono paralizzare o uccidere. Può anche utilizzare la sua energia bioelettrica per provocare la combustione dell'atmosfera intorno a lei, creando potenti razzi pirotecnici che può dirigere. Il suo costume possiede un set di ali bioniche e un jet pack che le permettono di volare a velocità elevate.

## Altri media

### Videogiochi
- Dragoness appare come boss nel gioco Marvel: Avengers Alliance su Facebook.